# 孔塔德羅
孔塔德羅是哥倫比亞的城鎮，位於該國西南部，由納里尼奧省負責管轄，始建於1869年10月1日，面積34平方公里，海拔高度2,506米，2005年人口6,639，人口密度每平方公里195.26人。
0°54′36″N 77°33′02″W / 0.91°N 77.5506°W